# Religio Medici
Religio Medici (en español, La religión de un médico) es una obra ensayística y espiritual, con tintes autobiográficos, del escritor y médico inglés Thomas Browne.

## Contenido
Escrita hacia 1635, como "ejercicio privado", circuló manuscrita durante años, hasta que una edición no autorizada salió a la luz en 1642. Una edición legal y corregida por el autor se imprimió un año más tarde. La obra, calificada por la crítica siempre como singular y personalísima, se concibe sin trama o argumento claros y con digresiones frecuentes sobre temas esotéricos, alquímicos o fisiognómicos.
El autor hace profesión de fe cristiana durante toda la obra, aunque con notables muestras de tolerancia hacia la diversidad de iglesias y ramas del cristianismo. Se divide en dos partes, siendo la primera referente al dogma cristiano, y la segunda a la moral cristiana. Revestida de un extraño misticismo y, paralelamente, de gran moderación, es, por lo demás, el estilo lo que distingue al autor y al libro: poético, amplio, sugestivo y casi musical. Es la principal y más conocida pieza literaria de Browne, y durante el siglo XVII se sucedieron diversas traducciones al francés, flamenco, alemán, etc. Samuel Johnson se hizo eco de sus excelencias y en el Romanticismo, sería grandemente alabada por autores como Coleridge, Charles Lamb, Carlyle y Matthew Arnold.